# Westlife
 Der er for få eller ingen kildehenvisninger i denne artikel, hvilket er et problem. Du kan hjælpe ved at angive troværdige kilder til de påstande, som fremføres i artiklen.

Westlife er et irsk boyband, der er meget populært både i og uden for Irland og England.
Bandet har fra 1999 til 2006 haft 14 singler på førstepladsen af den officielle britiske single-hitliste. De er kun overgået af Elvis Presley og The Beatles. 
Bandet blev opløst i juni 2012, men blev gendannet i 2019.

## Historie
Westlife blev dannet i juli 1998 af Shane Filan, Kian Egan, Mark Feehily, Nicky Byrne og Bryan McFadden. 
Bandet har rødder i byen Sligo i det nordvestlige Irland, hvor de tre første var med i den seks mand store vokalgruppe IOU, som udgav singlen Together Girl Forever. De blev 'opdaget' af bandmanageren Louis Walsh, som tidligere var manager for det succesrige irske boyband Boyzone, der hittede sidst i 1990'erne. Simon Cowell fra pladeselskabet BMG var ikke helt så begejstret for drengene som Walsh, så der måtte nogle ændringer til. De andre medlemmer af IOU blev sat på porten, og Walsh tog til Dublin for at rekruttere to nye. Den nye gruppe fik navnet Westside. Men navnet var optaget af et andet band – så det blev ændret til Westlife. Den tidligere Boyzone-sanger Ronan Keating blev co-manager.
Første single fra Westlife, Swear It Again, kom i april 1999 og kom direkte ind på førstepladsen i Irland og England.
Skønt gruppen afviser at have nogen decideret forsanger, er det Shane Filan. Westlife efterfølger tydeligvis for Boyzone, men grundet bandets ballade-stil er inspirationen fra Boyz II Men også åbenlys.
Selv om bandets succes er uden fortilfælde i den irske singlehitlistes historie, har mange kritikere hævdet, at den skyldes ligegyldige forglemmelige ballader og coverversioner på det nedadgående single-marked.
Indtil 2005 har Westlife udgivet fem originale pop-album, et greatest hits-album og et Frank Sinatra-inspireret swing-album. Bandets fanskare er verdensomspændende; det har haft succes overalt i verden, særligt i Skandinavien og Sydøstasien – men også i Europa generelt, Canada, Latinamerika og Australien. Billetsalget til de indendørs koncerter har slået alle rekorder. 
I USA går singlesalget imidlertid ikke så godt. Deres debutsingle og første musikvideo Swear It Again kom i USA i sommeren 2000 og var et mindre hit på de store radiokanaler og MTV. Den nåede en 20. plads på Billboard Hot 100, og blev kortvarigt vist på MTV's Total Request Live. Den amerikanske udgave af deres debutalbum blev også lanceret i 2000, men de har ikke siden udgivet albums i USA. Det Westlife-hit, der er mest kendt af det amerikanske publikum er Flying Without Wings, der var den sang Ruben Studdard fremførte, da han vandt tv-talentshowet Idols.
9. marts 2004 forlod Bryan McFadden bandet, da han ville have mere tid til familien: den tidligere Atomic Kitten-sangerinde Kerry Katona og deres to døtre. De blev skilt, og Bryan er gået solo. I forbindelse med solokarrieren ændrede han sit navn tilbage til Brian. 
Som de fleste andre boybands henvender Westlife sig primært til teenagepiger, men de har også en stor gruppe af mandlige fans. Bandet har optrådt talrige gange på bøssediskoteker i England.
19. august 2005 bekræftede Mark Feehily flere års spekulationer iblandt bandets fans og sprang ud som bøsse i den engelske tabloidavis The Sun, hvor han fortalte, at hans kæreste var Kevin McDaid fra boybandet V.
Det syvende album, Face to Face, kom i oktober 2005. Allerede 6. november strøg førstesinglen You Raise Me Up til tops på de engelske hitlister. Det var første gang, at det have sit album og sin single på førstepladserne af de officielle engelske album- og singlehitlister.
Westlife meldte 19. oktober 2011 at de gik i opløsning.[kilde mangler]
De meddelte at de gik hver for sig som gode venner og ville prøve nye veje. Shane har planer om en solokarriere, Mark vil blive i musikbranchen som sangskriver, Nicky har planer om at blive radio DJ og Kian planlægger at arbejde i tv[kilde mangler]
Westlife meldte 3. oktober 2018 at de var gendannet igen og var på vej med ny musik og turne.

## Diskografi

### Nummer 1-singler i England
| Udgivelsesår | Sang                              | Album                           | Specielt                               |
| ------------ | --------------------------------- | ------------------------------- | -------------------------------------- |
| 1999         | Swear it again                    | Westlife                        |                                        |
| 1999         | If I let you go                   | Westlife                        |                                        |
| 1999         | Flying without wings              | Westlife                        | Record of the year                     |
| 1999         | I have a dream/Seasons in the sun | Westlife                        |                                        |
| 2000         | Fool again                        | Westlife                        |                                        |
| 2000         | Against all odds                  | Coast to coast                  | Duet med Mariah Carey                  |
| 2000         | My love                           | Coast to coast                  | Record of the year                     |
| 2001         | Uptown girl                       | Coast to coast                  | Bedst sælgende single for Westlife     |
| 2001         | Queen of my heart                 | World of our own                |                                        |
| 2002         | World of our own                  | World of our own                | 10. UK nummer 1                        |
| 2002         | Unbreakable                       | Unbreakable - The Greatest hits |                                        |
| 2003         | Mandy                             | Turnaround                      | Record of the year og Best of Westlife |
| 2005         | You raise me up                   | Face to face                    | Record of the year                     |
| 2006         | The rose                          | The love album                  |                                        |

### Albums
- 1999 Westlife
- 2000 Coast to Coast
- 2001 World Of Our Own
- 2002 Unbreakable - The Greatest Hits
- 2003 Turnaround
- 2004 ...Allow Us to Be Frank
- 2005 Face to Face
- 2006 The Love Album
- 2007 Back Home
- 2009 Where we are
- 2010 Gravity
- 2011 Greatest Hits

### Singler
- Swear It Again (1999), nr. 1 i England, nr. 20 i USA
- If I Let You Go (1999), nr. 1 i England
- Flying Without Wings (1999), nr. 1 i England
- I Have A Dream/Seasons In The Sun (1999), nr. 1 i England
- Fool Again (2000), nr. 1 i England
- Against All Odds (Take A Look At Me Now) (duet med Mariah Carey) (2000), nr. 1 i England
- My Love (2000), nr. 1 i England
- What Makes A Man (2000), nr. 2 i England
- Uptown Girl (2001), nr. 1 i England
- Queen Of My Heart (2001), nr. 1 i England
- World Of Our Own (2002), nr. 1 i England
- Bop Bop Baby (2002), nr. 5 i England
- Unbreakable (2002), nr. 1 i England
- Tonight/Miss You Nights (2003), nr. 3 i England
- Hey Whatever (2003), nr. 4 i England
- Mandy (2003), nr. 1 i England
- Obvious (2004), nr. 3 i England
- You Raise Me Up (2005) nr. 1 i England
- When You Tell Me That You Love Me (med Diana Ross) (2005) nr. 2 i England
- Amazing (2006) nr. 4 i England
- The Rose (2006) nr. 1 i England
- Home (2007) nr. 2 i England
- Us aganist the world (2007) nr. 8 i England
- What about now (2009) nr. 2 i England

En del af Westlifes singler er ikke udgivet i England. Det drejer sig om I Lay My Love On You, der blev udgivet i Australien, Sydøstasien og Europa, My Private Movie, der kun blev udgivet i Japan, When you're looking like that, der blev udgivet i Australien og Europa samt Ain't That A Kick In The Head, der kun blev udgivet i Belgien. Og Something right blev kun udgivet i Europa (Ikke Storbritannien og Irland), Asien, Sydafrika og Australien.

## Turnéer
- "Where Dreams Come True" (2001)
- "World Of Our Own Tour(In the round tour)" (2002)
- "The Greatest Hits Tour" (2003)
- "The Turnaround Tour" (2004)
- "The Number 1's Tour" (2005)
- "Face To Face Tour" (2006
- "The Love Tour" (2007)
- "The Back Home Tour" (2008)
- "The farewell Tour" (2012)